# Gia Định báo
Gia Định báo (嘉定報) được cho là tờ báo tiếng Việt đầu tiên viết bằng chữ Quốc ngữ (chữ Latinh), được ra mắt vào ngày 15 tháng 4 năm 1865 tại Sài Gòn. Đây là phương tiện truyền thông hoàn toàn mới mẻ khi đó, giúp cho chữ Latinh có cơ hội phổ biến ở Việt Nam.

## Lịch sử
Sau khi Trương Vĩnh Ký trở về nước vào năm 1865, Chuẩn đô đốc Roze, khi ấy đang tạm quyền Thống đốc Nam Kỳ, đã mời ông ra làm quan. Petrus Ký từ chối và xin lập một tờ báo chữ Quốc ngữ mang tên là Gia Định báo. Lời yêu cầu của ông được chấp thuận và Nghị định cho phép xuất bản được ký ngày 1 tháng 4 năm 1865, nhưng không phải ký cho ông mà lại ký cho một người Pháp tên là Ernest Potteaux, một viên thông ngôn làm việc tại Soái phủ Nam Kỳ. Và phải đến ngày 16 tháng 9 năm 1869 mới có Nghị định của Chuẩn Đô đốc Ohier ký giao Gia Định báo cho Trương Vĩnh Ký làm "chánh tổng tài" (tiếng Pháp: rédacteur en chef), nay gọi là giám đốc; Huỳnh Tịnh Của làm chủ bút. Đến năm 1897, Gia Định báo chấm dứt hoạt động.
Tuy nhiên, theo nhà nghiên cứu Lê Nguyễn thì một cứ liệu xác định Gia Định báo vẫn còn tồn tại đến ngày 31 tháng 12 năm 1909 (44 năm), và chính thức đình bản vào 1 tháng 1 năm 1910.
Sau Gia Định báo, nhà cầm quyền Pháp cũng cho phép phát hành một số báo tư nhân khác ở Nam Kỳ thuộc địa như Phan Yên báo (1868), Nông cổ mín đàm (1900), Lục tỉnh tân văn (1910).

## Phát hành và nội dung
Gia Định báo phát hành trong phạm vi vùng chiếm đóng của thực dân Pháp lúc đó là 3 tỉnh miền Đông Nam Bộ. Gia Định báo có khổ 25x32cm và giá 0,97 đồng/tờ. Thời gian đầu, báo ra mỗi tháng 1 kỳ vào ngày 15 hàng tháng. Báo ra mỗi tháng 2 kỳ, rồi mỗi tuần 1 kỳ, tuy nhiên ngày ra báo của Gia Định báo không cố định, khi thì Thứ Ba, Thứ Tư, lúc lại Thứ Bảy. Số trang của Gia Định báo cũng không cố định, khi thì 4 trang, lúc 12 trang.
Nội dung chính của Gia Định báo ban đầu gồm 2 phần: công vụ và tạp vụ. Phần công vụ chuyên về các vấn đề chính trị, pháp lý, công quyền, đăng các công văn, nghị định, thông tư, đạo dụ của chính quyền thực dân; còn phần tạp vụ gồm các tin tức địa phương trên các lĩnh vực: kinh tế, tôn giáo, văn hóa - xã hội... Sau khi Trương Vĩnh Ký làm giám đốc, Gia Định báo được thêm các phần khảo cứu, nghị luận, gồm các bài dịch thuật, sưu tầm, khảo cứu, sáng tác thơ, văn, lịch sử, truyện cổ tích... Ông đề ra ba mục đích cho tờ báo: Truyền bá chữ quốc ngữ, cổ động tân học và khuyến học trong dân. Từ đó, báo không chỉ làm một tờ công báo đơn thuần nữa.
"Cũng như một số văn sĩ sinh ra ở miệt vườn phương Nam, nhà báo họ Trương chủ trương dùng một thứ chữ dễ dãi, như tiếng nói thường ngày, không một chút chải chuốt, sang sửa, viết như nói, không hoa mỹ, cầu kỳ, nhưng có ý thức giữ gìn sự trong sáng, phong phú của ngôn ngữ dân tộc, nhưng không dung tục, thực dụng, ngôn ngữ vỉa hè, văn chương cống rãnh, mà là ngôn ngữ của những người bình dân tự trọng, có văn hóa." 
Tờ báo được phát không đến các trường học để học sinh dùng như bài tập đọc, và theo đó đã giúp quảng bá chữ Quốc ngữ trong người dân và khuyến khích tân học.

## Đánh giá
Bước đầu, Gia Định báo có mục đích chủ yếu là công cụ thông tin của thực dân Pháp ở Đông Dương với tư cách là một tờ công báo chuyên đăng các công văn, nghị định, thông tư, đạo dụ của chính quyền thực dân. Sau này, khi Trương Vĩnh Ký chính thức làm giám đốc, tờ báo mới được phát triển mục biên khảo, thơ văn, lịch sử... Từ đó, báo không chỉ làm một tờ công báo đơn thuần nữa. Gia Định báo cũng có góp phần cổ động việc học chữ Quốc ngữ và lối học mới, mở đường cho các thể loại văn xuôi Việt Nam in bằng chữ Quốc ngữ, đặt nền móng cho sự hình thành báo chí Việt Nam.

## Triển lãm
Năm 2016, lần đầu tiên hơn 300 đầu báo chọn lọc, bao gồm phần lớn của Gia Định báo được Thông tấn xã Việt Nam tổ chức triển lãm tại Thành phố Hồ Chí Minh. Triển lãm đã thể hiện một cái nhìn sơ nét nhất về một chặng đường dài phát triển của báo chí Việt Nam từ những ngày đầu được hình thành đến nay, mà Gia Định báo như một mốc lịch sử đầu tiên của thể loại báo viết bằng chữ quốc ngữ.